# Prijedor
Prijedor (ciríl·lic: Приједор) és una ciutat i municipi en la part nord-occidental de Bòsnia i Hercegovina, amb una població metropolitana de 89.397 persones segons els resultats del cens de 2013. Prijedor forma part de la República Srpska.
Prijedor és el tercer municipi més gran de l'entitat de la República Srpska, després de Banja Luka i Bijeljina, i el setè més gran de Bòsnia i Hercegovina. Es tracta d'un municipi econòmicament pròsper organitzat amb una àmplia gamma d'indústries, serveis i institucions educatives. La ciutat, d'ubicació geogràfica a prop de les principals capitals europees, s'ha convertit en un important centre industrial i comercial a nivell nacional.
No és clar d'on ve exactament el nom Prijedor, però en l'actualitat hi ha dues teories. Una d'elles es refereix a l'expressió "prodor", és a dir, penetració, la penetració de riu Sana que va inundar l'àrea sencera. L'altra és sobre una cursa entre un home i un cavall (conegut comunament com a"Doro"). Com que l'home va guanyar es diu que l'home va arribar a la meta abans de cavall, és a dir, "Prije Dore".
Prijedor és conegut pel seu patrimoni catòlic, cristià ortodox i islàmic. Edificis històrics del període austrohongarès i otomà són una característica del paisatge urbà. La ciutat es va restaurar completament entre 2006-2009.

## Geografia
La ciutat de Prijedor, es troba a la part nord-occidental de Bòsnia i Hercegovina, en les ribes dels rius Sana i Gomjenica, i al sud-oest de la muntanya de Kozara. L'àrea del municipi és de 834 km² a una altitud de 136 msnm.
El terreny ascendeix cap al nord-est de Prijedor convertint-se en la serralada de la muntanya de Kozara, famosa per revoltes dels pobles en segles anteriors i per les batalles contra el feixisme durant la Segona Guerra Mundial.

### Localització
| Krupa na Uni (60 km), Zagreb (173 km), Viena (547 km) | Kozarska Dubica (33 km)             | Gradiška (90 km), Budapest (474 km)                |
| Novi Grad (32 km)                                     | Rosa dels vents                     | Kozarac (13 km), Omarska (20 km), Belgrad (336 km) |
| Ljubija (8 km), Trieste (412 km)                      | Sanski Most (33 km), Split (300 km) | Banja Luka (48 km), Sarajevo (250 km)              |

## Història

### Període antic
Hi ha evidències de poblacions a Prijedor que daten de 2100 aC, les restes de la vida són evidents en nombrosos assentaments a la regió de la ciutat d'avui en dia, amb necròpolis subjacents als assentaments, com a norma.
La història de Prijedor com a lloc poblat fortificat es remunta a finals del segle 17, però la història de la colonització i la cultura de la zona és molt més antiga, anterior a l'aparició de la ciutat. En els temps pre-romans, la zona va ser poblada per una gran tribu d'Iliria Maezaei, coneguts per les seves habilitats de mineria. En Ljubija, prop de Prijedor, s'han trobat monuments d'època romana que proporcionen evidència de la producció de ferro.

### Períodes otomà i austríac
Aquesta regió va estar sota l'Imperi Otomà domini fins a 1878. Fa aproximadament 200 anys, un gran nombre de fortificacions van ser construïdes en aquesta part de Bòsnia per a protegir les fronteres amb Àustria. El primer esment de la ciutat, que es refereix a ella com "Palanka Praedor" en un informe escrit en llatí d'un mariscal de camp austríac sobre assentaments fortificats cremats, es produeix entre 1693 i 1696. El terme "Palanka" indica una fortificació de fusta construït en una illa artificial creada al riu Sana. A mitjans del segle 18, apareixerà una nova fortalesa, aquesta vegada construïda amb murs de pedra amb tres torres i dues calçades d'argila per als canons. La informació arxivada en Istanbul data de 1745 i parla de dos guàrdies de la ciutat que creuen a la nova construcció Palanka Pridorska Ada (illa). És el primer esment de la fortalesa sobre el riu Sana, on la ciutat es desenvoluparà més endavant.
Amb l'aparició de la fortificació, l'assentament fora de les parets va començar a desenvolupar-se al mateix temps. Els colons són probablement cristians que vivien a la rodalia i que es fusionarà amb rapidesa amb la ciutat que s'expandeix cap al nord. Hi ha un testimoni d'un agent secret de l'exèrcit austríac sobre l'existència de la ciutat on es descriu la ciutat en detall.
La ciutat es desenvolupa ràpidament gràcies al riu navegable Sana, el desenvolupament del comerç i l'artesania, i més tard de la construcció del primer ferrocarril a través de Prijedor. El primer ferrocarril de Bòsnia i Hercegovina va ser construït en 1873 al costat de Prijedor i anava de Dobrljina a Banja Luka. La fortalesa existia com a punt militar fins que l'exèrcit va marxar el 1851. Un gran incendi el 1882 va destruir 119 cases, 56 grans botigues comercials, escoles, una Església Ortodoxa, i 140 famílies van perdre els sostres de les seves cases. L'any següent les autoritats austríaques van obrir un gran serradora al peu de la muntanya Kozara, que va ser la primera indústria en la història de Prijedor.
Els anys després de l'incendi van portar un desenvolupament intensiu de les estructures de la ciutat, privades i de propietat estatal. La fusta va ser substituïda per materials de construcció moderns, els carrers van ser dissenyats en angle recte i el primer pla de la ciutat es va crear. Nous edificis van ser construïts - l'escola primària sèrbia, una església catòlica, una Església Ortodoxa, i un hotel. Les primeres associacions culturals van aparèixer a la ciutat, així com les biblioteques. El final de la Primera Guerra Mundial portarà un nou estat, el Regne de Iugoslàvia, amb Bòsnia i Hercegovina formant part d'ella. Prijedor tindrà un lloc important com a centre de comerç i d'artesania de la regió. L'obertura de la mina de ferro en Ljubija prop de Prijedor en 1916, que donaria feina a uns 4.000 treballadors, enfortirà l'economia de la ciutat. Durant aquest període, la mina va ser una de les més grans i modernes mines de ferro a Europa.

### Segona Guerra Mundial
Mrakovica, centre per a la memòria a Kozara, obra de l'artista i acadèmic Dušan Džamonja, està dedicada als partisans iugoslaus víctimes a aquesta regió durant la Segona Guerra Mundial.

### Guerra de Bòsnia
Durant la guerra de Bòsnia (1992-1995), a l'àrea a prop de Prijedor van ser allotjats els camps d'Omarska, Keraterm i Trnopolje per part de les autoritats sèrbies de Radovan Karadžić.
El 2010, un monument va ser inaugurat en Kozarac en memòria de les víctimes civils musulmanes que van morir en els camps a càrrec de les autoritats sèrbies de Bòsnia durant la guerra.

## Demografia
Segons el cens de 1991, Prijedor tenia una població total de 112.470 habitants dels quals 44% eren musulmans, 42,5% serbis (ortodoxos), 5,6% croats (catòlics), 5,7% «iugoslaus» (persones de filiació ètnica/religiosa mixta i persones que per raons de consciència i/o polítics no volien declarar-se com un grup ètnic/religiós en concret), i 2,2% d'«altres» (ucraïnesos, russos i italians majoritàriament).
Actualment, segons els resultats del cens de 2013, Prijedor té una població total de 89.397.